# Систематизація законодавства
Систематиза́ція нормативно-правових актів — впорядкування та вдосконалення нормативно-правових актів, приведення їх до певної внутрішньої узгодженості шляхом створення єдиних нормативних актів та їх збірників.
Існують такі види систематизації: облік, кодифікація, інкорпорація і консолідація.
Систематизація законодавства — це діяльність з впорядкування чинних нормативно-правових актів у єдину узгоджену систему, з метою забезпечення ефективного правового регулювання.
Систематизація законодавства — засіб реформування, упорядкування законодавства, зведення його до певної внутрішньоузгодженої системи. За допомогою систематизації усуваються недоліки, повтори, застарілі норми тощо. Це процес зведення актів законодавства до єдності шляхом внутрішньої та зовнішньої обробки їх змісту.
Систематизація спрямована на:
1. досягнення внутрішньої єдності юридичних норм, тобто на усунення колізій і прогалин, у результаті чого підвищується ефективність законодавства;
2. впорядкування правового матеріалу, розміщення його за певними розділами і рубриками, тобто класифікацію, що забезпечує зручність користування законодавчим масивом.

Систематизація здійснюється чотирма способами:
1. обліком[2]
2. інкорпорацією;
3. кодифікацією;
4. консолідацією.

## Облік
Облік нормативно-правових актів — це збирання, фіксування в логічній послідовності та зберігання нормативно-правових актів, підтримання їх у відповідному контрольному (актуальному) стані з урахуванням усіх змін та доповнень, а також створення спеціальних систем їхнього накопичення та пошуку.
Види обліку:
1. журнальний;
2. картковий;
3. електронний.[3]

## Інкорпорація
Інкорпорація — це об'єднання групи чинних нормативно-правових актів у одному збірнику за певним критерієм (хронологічним, тематичним тощо) без зміни їхнього змісту.
Види інкорпорації:
1. За юридичною значимістю:
  1. офіційна інкорпорація — тобто впорядкування нормативно-правових актів шляхом видання правотворчими або уповноваженими їхнім рішенням компетентними органами збірників чинних нормативно-правових актів (наприклад, публікація законів у Відомостях ВР України, внесення змін та доповнень);
  2. неофіційна інкорпорація — це підготовка і видання збірників чинних нормативно-правових актів неправотворчими органами держави або іншими організаціями чи особами.
2. За обсягом:
  1. загальна (генеральна);
  2. галузева;
  3. міжгалузева;
  4. спеціальна (за окремими інститутами однієї галузі права).
3. За критерієм об'єднання нормативно-правових актів:
  1. предметна, тобто за предметом регулювання;
  2. хронологічна (за часом видання нормативно-правових актів);
  3. суб'єктна (залежно від органу, який видав акти).

## Кодифікація
Кодифікація — це змістовна переробка, узгодження й об'єднання певної групи юридичних норм, пов'язаних спільним предметом правового регулювання, в єдиному нормативному акті. Тобто, це впорядкування правових норм, яке супроводжується переробкою їхнього змісту, зі скасуванням одних й ухваленням інших норм права, що можливе лише у процесі правотворчості. У результаті кодифікації видається єдиний, логічно і юридично цільний, нормативно-правовий акт. Тому кодифікація завжди має офіційний характер і може проводитися тільки правотворчим органом.
Види кодифікації:
1. За обсягом:
  1. загальна, в результаті якої утворюється кодифікований нормативний акт з основних галузей права (Звід законів);
  2. галузева, яка охоплює нормативно-правові акти певної галузі законодавства (основи законодавства, кодекси);
  3. міжгалузева та підгалузева (інституційна), що, відповідно, розповсюджується на кілька галузей (Повітряний кодекс) чи інститутів (Митний кодекс).
2. За формою виразу:
  1. основи (головні засади) законодавства;
  2. кодекси;
  3. положення;
  4. статути.

## Консолідація
Консолідація — вид систематизації в процесі якого кілька актів об'єднуються в новому документі. У процесі консолідації правотворчим органом створюється новий нормативно-правовий акт, який повністю замінює попередні; усі нормативні положення раніше прийнятих актів об'єднуються в ньому без змін, як правило, здійснюється їх редакційна правка: усуваються суперечності, повтори тощо.
У країнах романо-германської правової системи консолідація виконує лише допоміжну роль (усуває множинність нормативно-правовий актів, їх надзвичайну роздрібненість, дублювання). Проте вона активно використовується у країнах загального права.

## Види систематизації
За видами розрізняють:
- внутрішня систематизація — це внутрішня обробка нормативних актів, що сприяє досягненню внутрішньої єдності норм права;
- зовнішня систематизація — це зовнішня обробка нормативних актів, їхня класифікація.[4]